# Aphoenops tiresias
Aphoenops tiresias is een keversoort uit de familie van de loopkevers (Carabidae). De wetenschappelijke naam van de soort is voor het eerst geldig gepubliceerd in 1872 door Piochard de la Brulerie.